# زاحفة فالي
زاحفة فالي (الاسم العلمي:†Vallesaurus) هي جنس منقرض من الزواحف تتبع أصنوفة زاحفات ملتفة الذيل الثلاثي المتأخر. وجدت لأول مرة في شمال إيطاليا في عام 1975 ، وهي واحدة من أكثر الزاحفات المنجلية بدائية.